# Náměstí ČSA (Český Těšín)
Náměstí ČSA, polsky Rynek CSA a dříve také Radniční náměstí, je hlavní náměstí v centru města Český Těšín v okrese Karviná. Geograficky se nachází v pohoří Podbeskydská pahorkatina na Těšínsku v Horním Slezsku v Moravskoslezském kraji.

## Historie a popis místa
Po 1. světové válce a po vzniku Československa, tj. v době roku 1920, kdy byl tehdejší Těšín rozdělen na Český Těšín a polský Cieszyn (Těšín). Český Těšín byl „odříznut“ od historické části, správních úřadů a kulturních zařízení a tak bylo nutné tyto instituce budovat v Českém Těšíně. Tak vzniklo nové centrální náměstí v roce 1923, kterým se stalo dnešní náměstí ČSA situované na levém břehu řeky Olše. Má obdélníkový půdorys 65×118 m.
Nejzajímavější budovou náměstí je novorenesanční radnice v Českém Těšíně. Naproti radnici stojí Miczkův dům využívaný k obchodům i bydlení. V prostřed náměstí je kašna postavená v roce 2004. Na dlažbě náměstí je vidět půdorysná stopa domu madam Tetlové, která darovala pozemek pro stavbu radnice.

## Další informace
Náměstí je celoročně volně přístupné a vede k němu několik místních naučných stezek a cyklostezek, např. cyklistická trasa 46 a cyklotrasa GW Krakov-Morava-Vídeň.

## Galerie

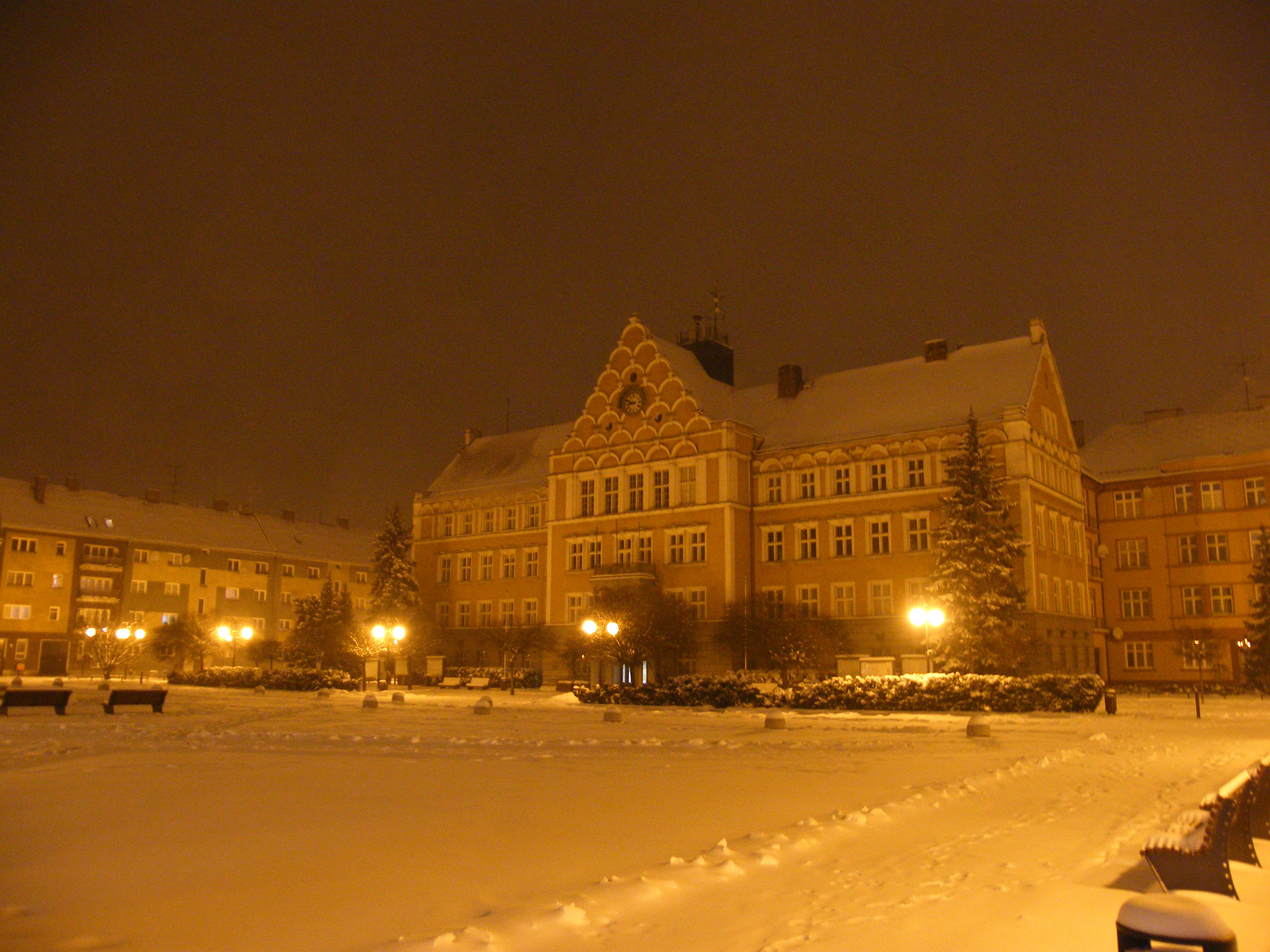
Zimní noc
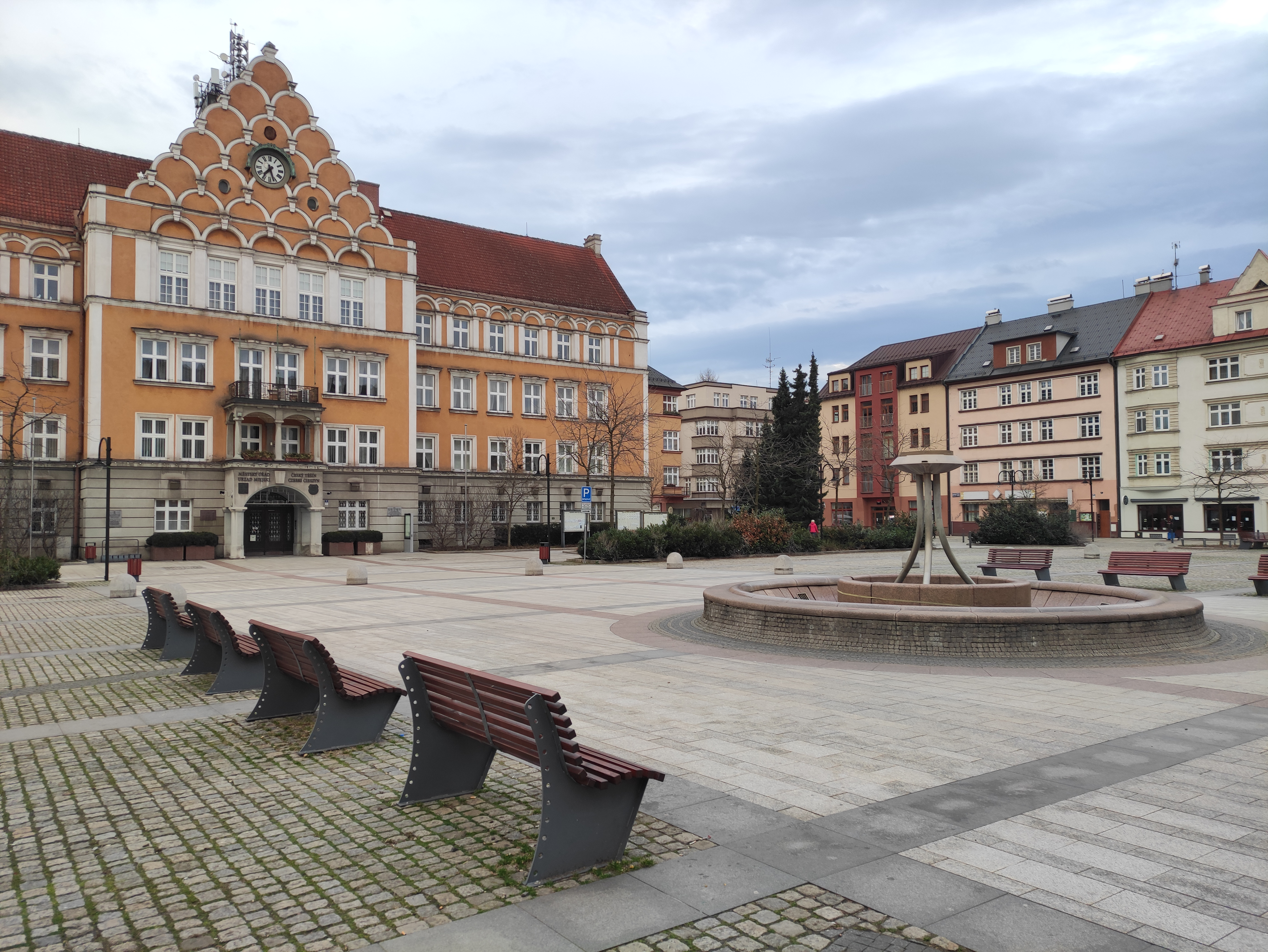
Celkový pohled
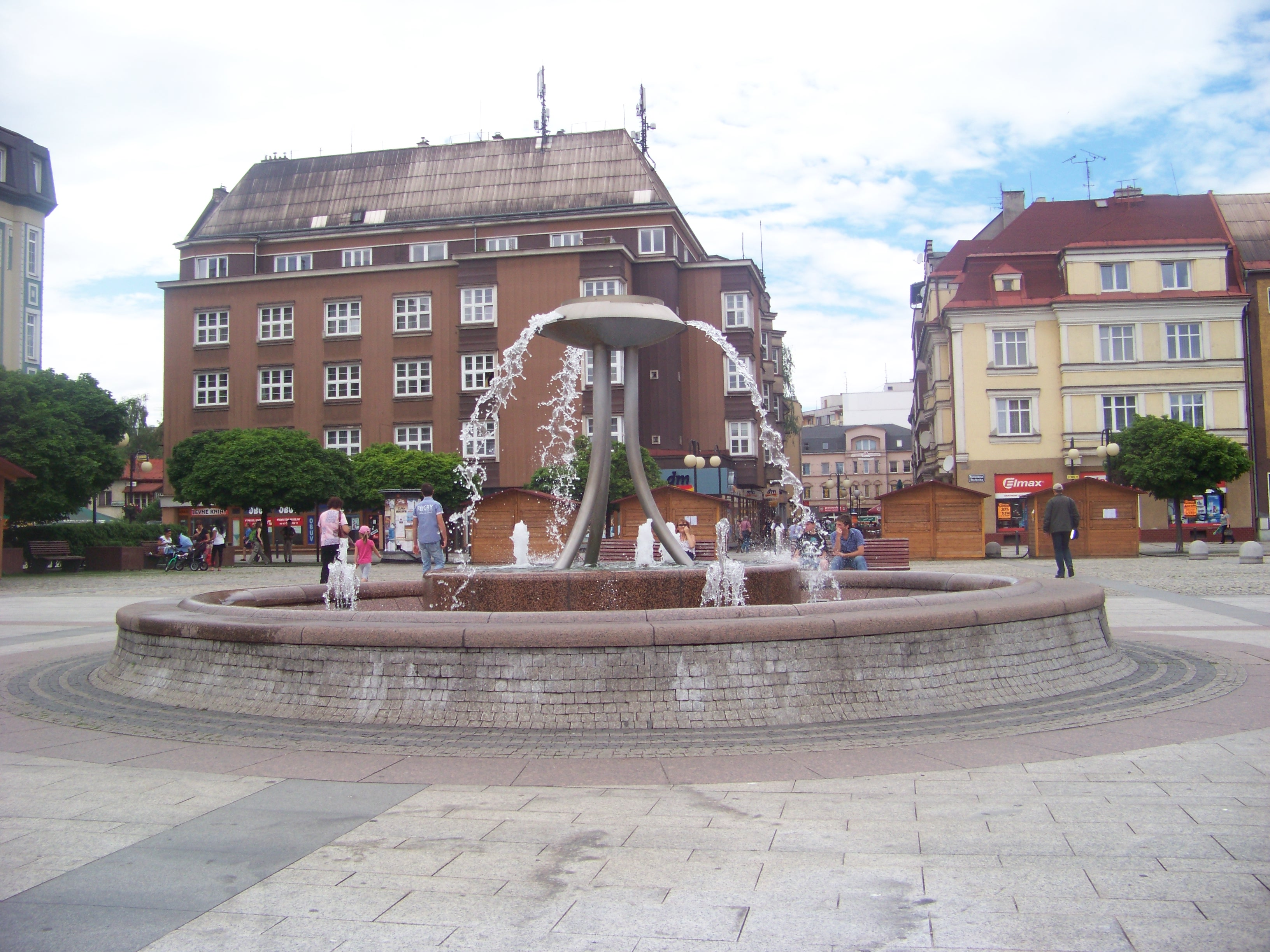
Fontána
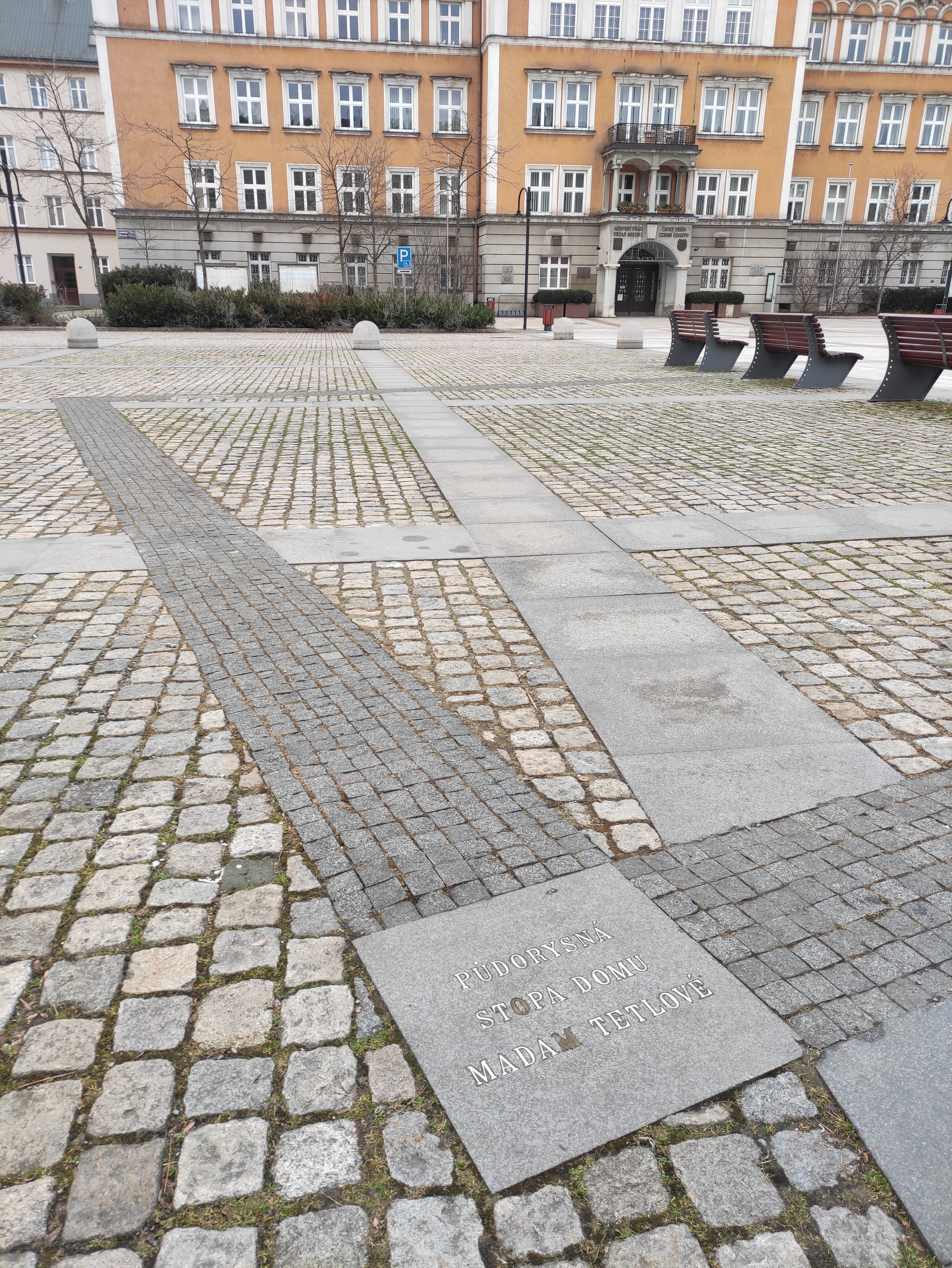
Dlažba na náměstí
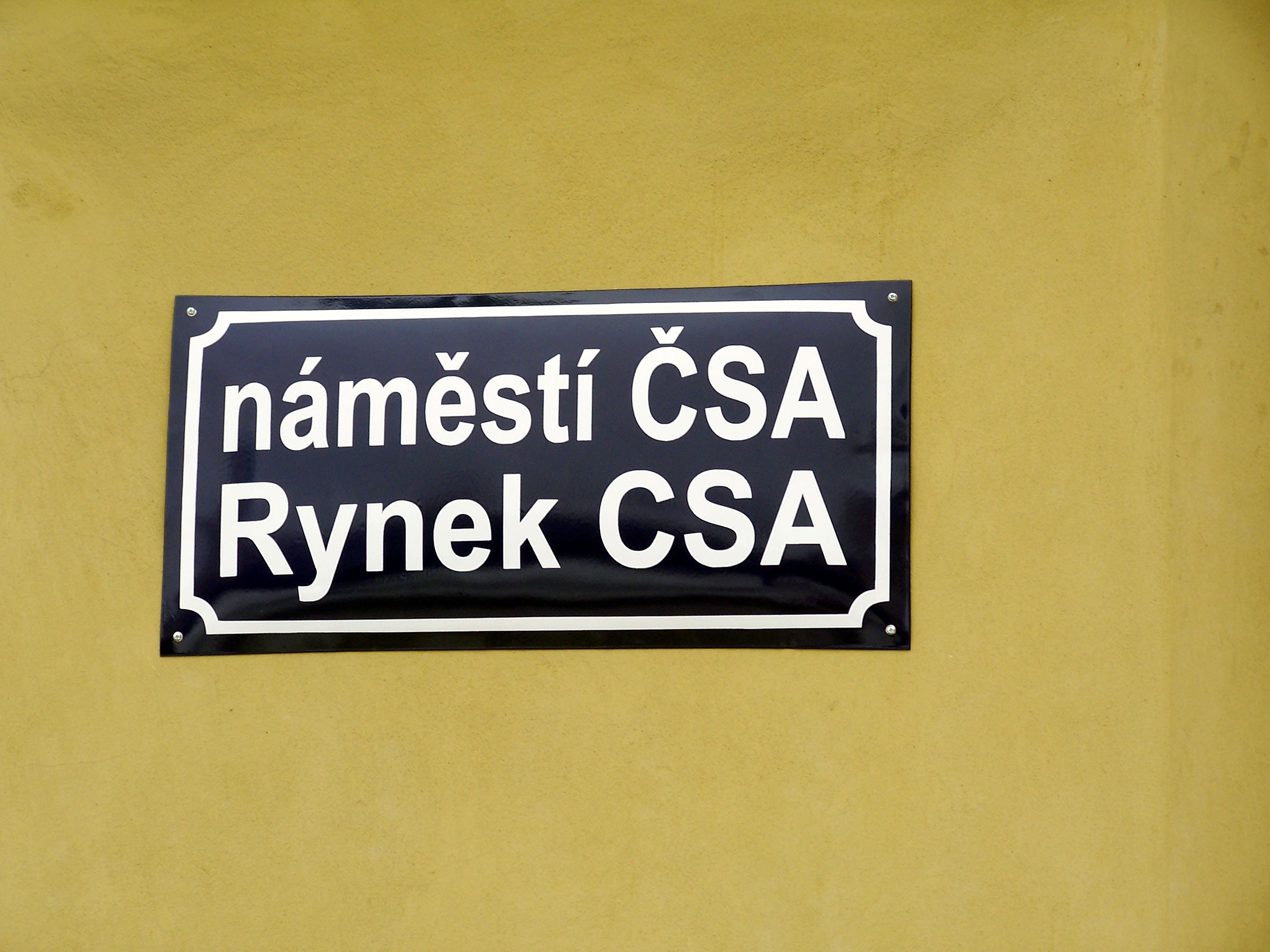
Nápis na domu